# Guram Papidze
Pas d'image ? Cliquez ici

a Compétitions nationales et continentales officielles uniquement.

b Matchs officiels uniquement.
Dernière mise à jour le 3 avril 2025.
Guram Papidze, né le 16 juin 1997 à Tbilissi (Géorgie), est un joueur international géorgien de rugby à XV. Il évolue au poste de pilier droit pour la Section paloise en Top 14.

## Carrière

### En club
Guram Papidze pratique le water-polo jusqu'à l'âge de quinze ans, avant de commencer la pratique du rugby à XV. Trois ans plus tard, il rejoint la France, et le centre de formation du Lyon OU. Il fait ses débuts professionnels avec cette équipe en octobre 2017, lors d'un match de Challenge européen face aux Cardiff Blues,. Il fait trois apparitions lors de cette compétition cette saison.
La saison suivante, il est prêté à l'USON Nevers en Pro D2. En février 2019, il signe contrat avec le club neversois pour deux saisons, plus une troisième en option.
En 2021, il s'engage avec le Stade rochelais en Top 14, pour un contrat d'une saison. Troisième option au poste de pilier droit derrière Uini Atonio et Joel Sclavi, il joue tout de même dix-neuf rencontres lors de la saison,.
À la recherche de plus de temps de jeu, il rejoint la Section paloise au début de la saison 2022-2023,. Il s'impose dès sa première saison au sein de l'effectif palois, obtenant un temps de jeu conséquent,. En décembre 2023, il prolonge son contrat jusqu'en 2027.

### En équipe nationale
En 2017, Guram Papidze dispute le Championnat du monde junior 2017 avec sélection géorgienne des moins de 20 ans.
Il joue son premier match avec la Géorgie le 16 juillet 2022, lors d'un test match face au Portugal en tant que remplaçant et en entrant en jeu à la 57e minute à la place de Beka Gigashvili.
En novembre 2022, il est titulaire lors de la victoire historique de son son pays face au pays de Galles, au Principality Stadium de Cardiff,.
En 2023, il remporte avec la Géorgie le Championnat d'Europe, après une finale gagnée face au Portugal.
En août 2023, il est sélectionné dans le groupe géorgien retenu pour disputer la Coupe du monde en France. Il dispute deux matchs lors de la compétition, dont une titularisation face à l'Australie.

## Palmarès
- Vainqueur du Championnat d'Europe en 2023.

## Statistiques en équipe nationale
| Essai | Adversaire | Lieu                            | Compétition          | Date            | Résultat | Score |
| ----- | ---------- | ------------------------------- | -------------------- | --------------- | -------- | ----- |
| 1     | Uruguay    | Stade Boris-Paichadze, Tbilissi | Test match           | 6 novembre 2022 | Victoire | 34-18 |
| 2     | Portugal   | Stade Nuevo Vivero, Badajoz     | Championnat d'Europe | 19 mars 2023    | Victoire | 38-11 |

## Vie privée
En dehors du rugby, Guram Papidze est un adepte de littérature et de cinéma. Il parle également un français parfait.